# ジョルジョ・ギージ
ジョルジョ・ギージ（イタリア語: Giorgio Ghisi、1520年 - 1582年12月15日）は、イタリアの画家、版画家。

## 略歴
マントヴァ生まれ。ジュリオ・ロマーノに師事し、「最後の審判 (ミケランジェロ)」などマニエリスムの作品を版画化した。1551年、アントウェルペンに赴きヒエロニムス・コックと版画の共同制作をおこなった。のちフランスでフォンテーヌブロー派の作品を原画とする版画を制作した。

## 作品

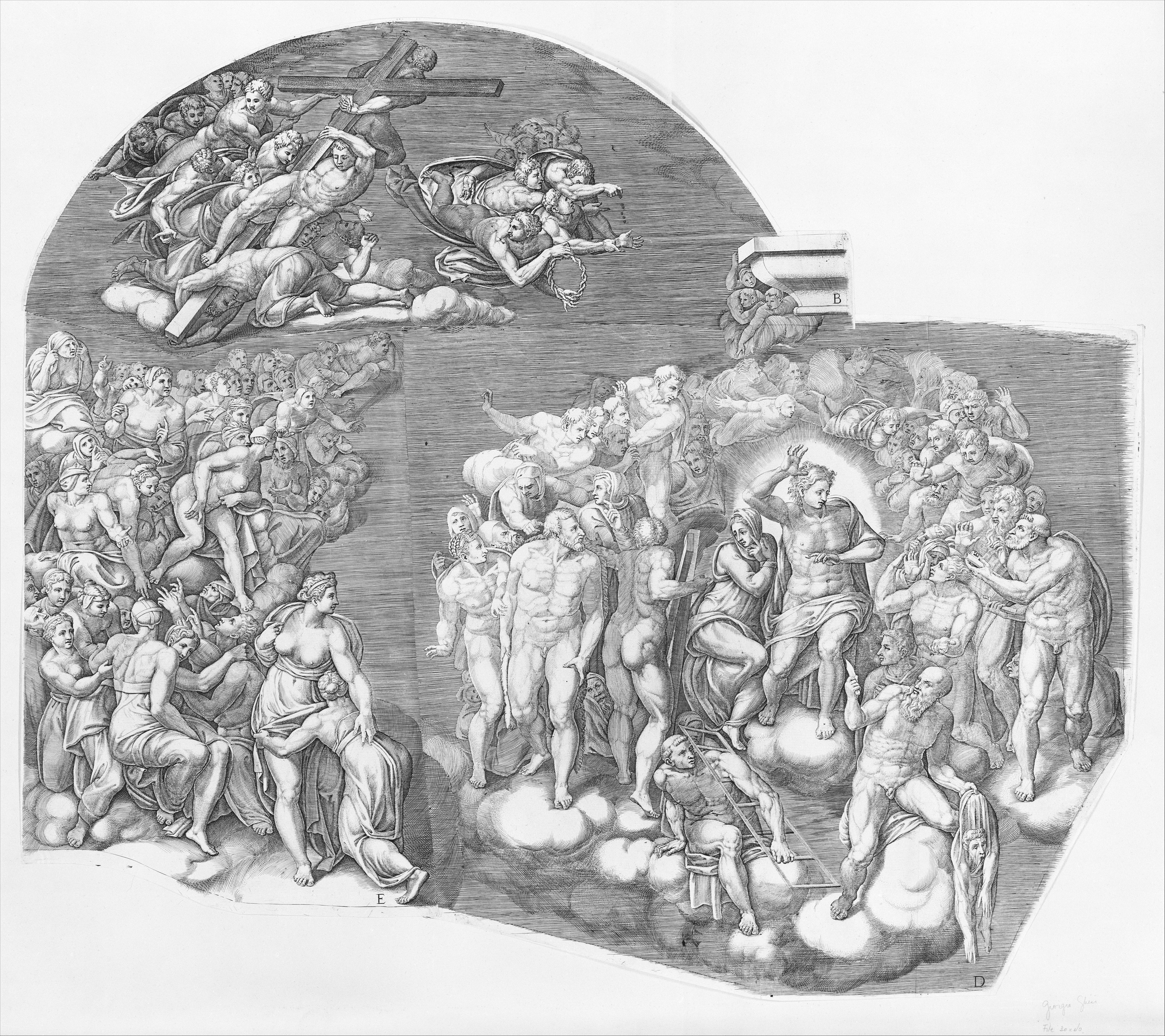
「最後の審判（ミケランジェロ・ブオナローティにもとづく）」エングレービング、1545年頃、メトロポリタン美術館蔵
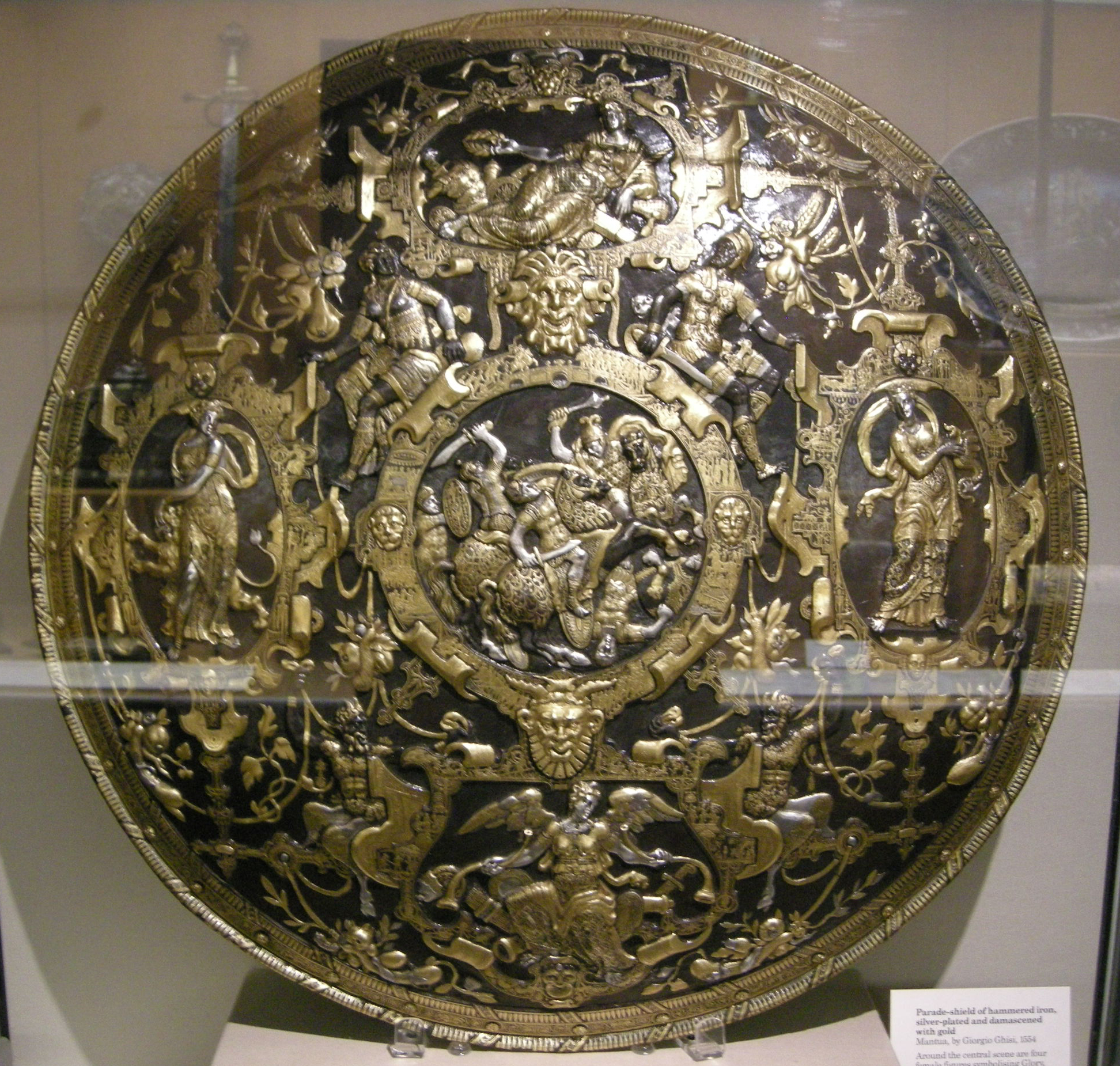
盾（en:Ghisi Shield）、1554年、大英博物館蔵
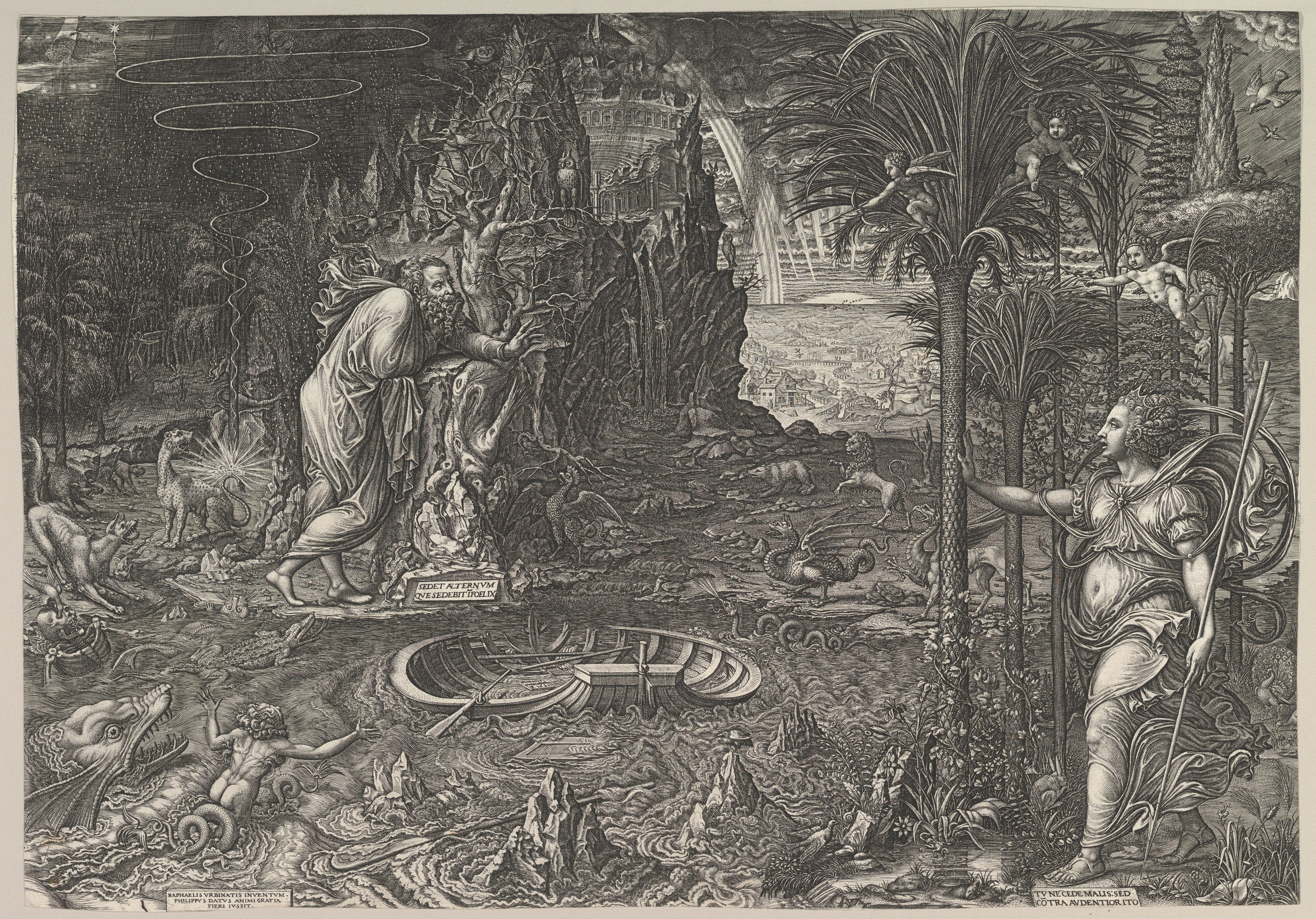
「人生の寓意」エングレービング、1561年、メトロポリタン美術館蔵
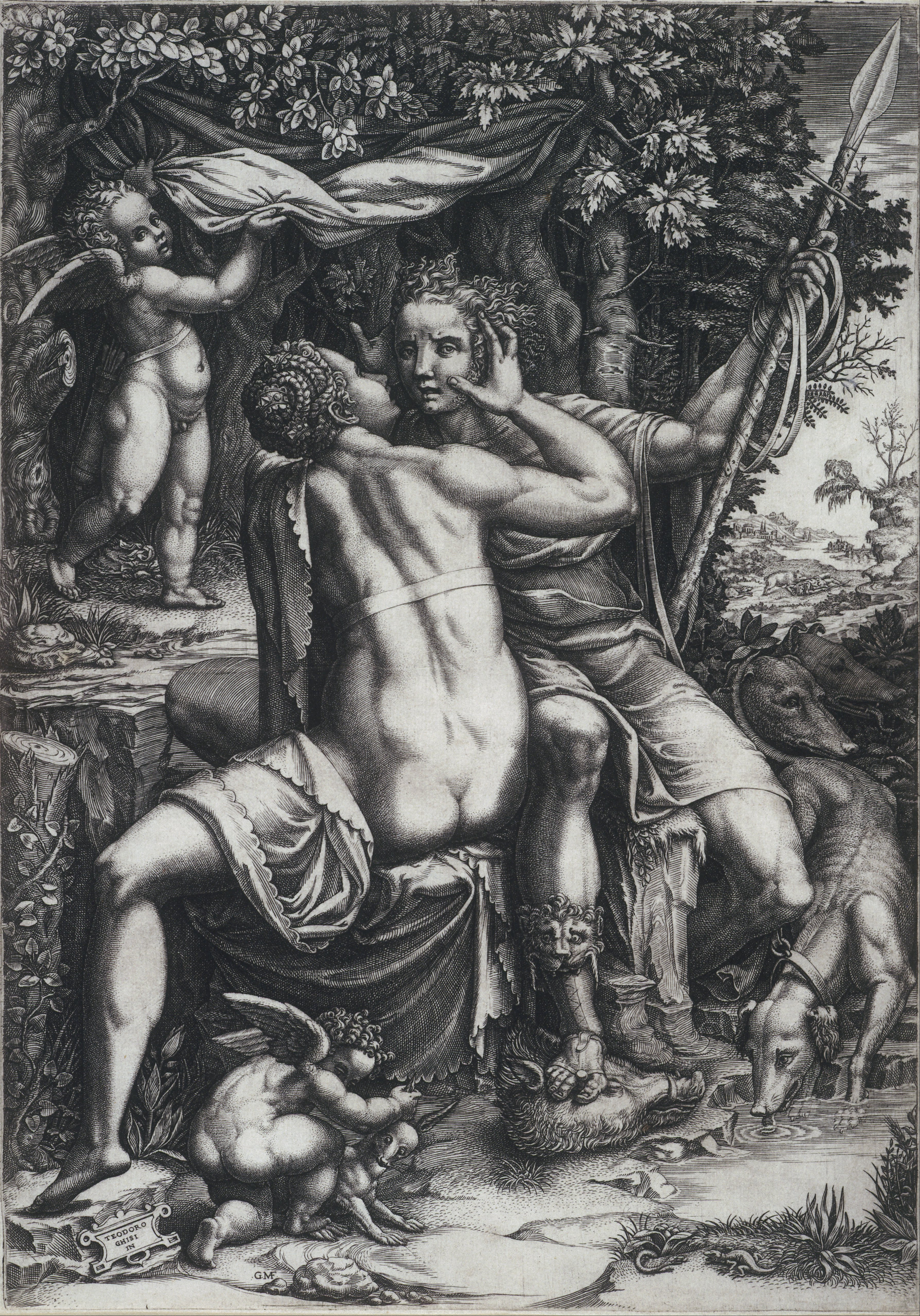
「ウェヌスとアドーニス」エングレービング、1570年頃、フィラデルフィア美術館蔵